# Convivència

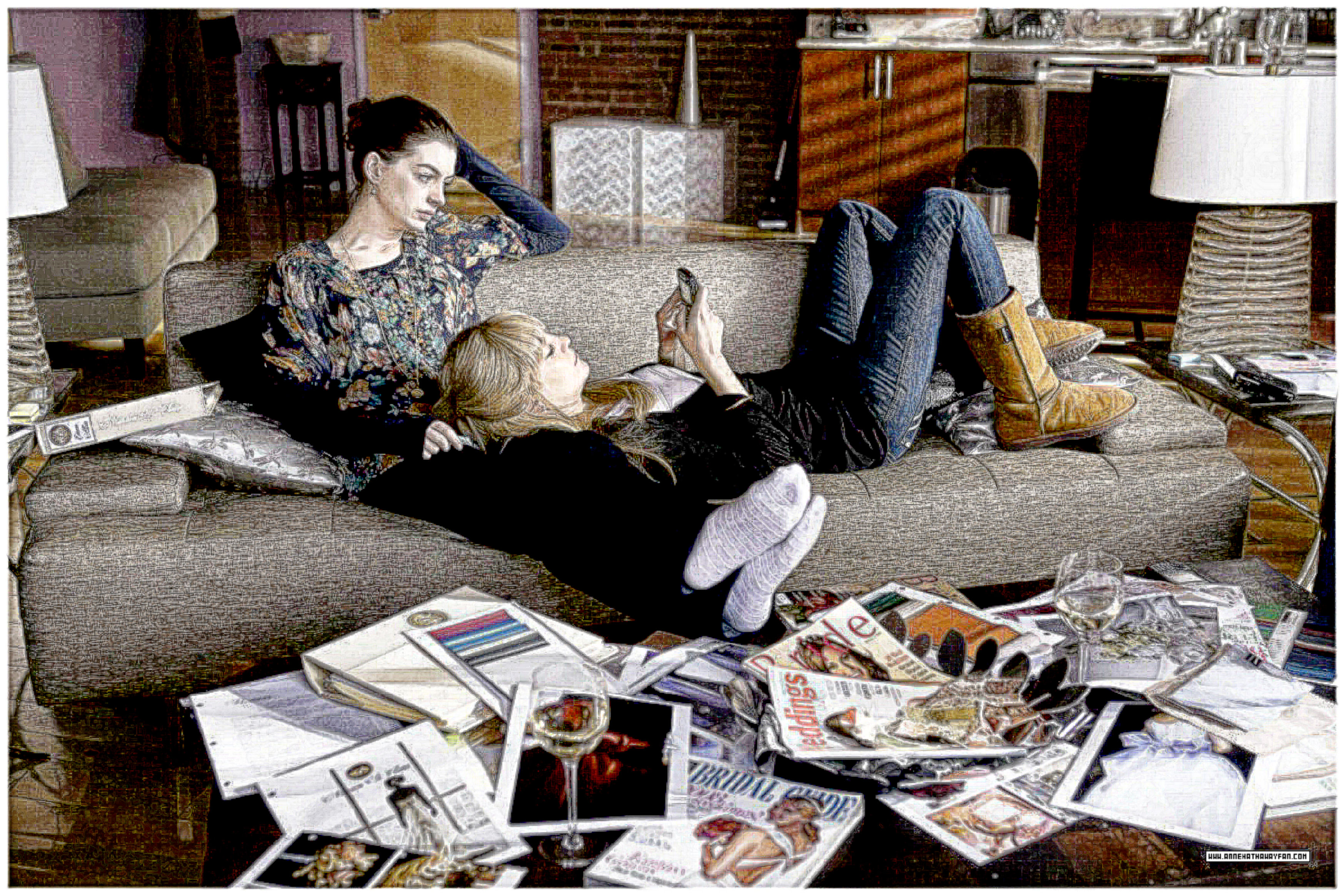
Imatge de convivència

Convivència és qualsevol situació en què dues o més persones majors d'edat, sense un matrimoni (o casades però separades de fet), comparteixen un mateix habitatge. Poden ser una parella de fet, estar unides per vincles de parentiu sense límit de grau en la línia col·lateral, de simple amistat o de companyia.
Als Països Catalans (Espanya) el concepte de convivència d'ajuda mútua fa part del dret civil després de l'any 2000, podent constituir aquesta situació aquelles persones convivents que posen en comú elements patrimonials i treball domèstic, amb voluntat d'ajuda mútua i de permanència. Aquestes situacions són molt variades, i diferents de les relacions de parella. Per tant, els seus components no cal que es limitin a dues persones, i tampoc no se n'han d’excloure els germans. La situació amb parelles de no casats s'ha diversificat als darrers anys. Les unions de convivència homosexual i de caràcter estable, poden també — després de 2005— accedir al matrimoni, gràcies al reconeixement d'aquest dret amb l'aprovació de la llei 13/2005 de modificació del Codi Civil.